# Васянович Анатолій Семенович
Анатолій Семенович Васянович (2 січня 1942 — 1 листопада 2023, м. Вісбаден, Німеччина) — український актор, диктор, телеведучий, журналіст, телепродюсер. Заслужений журналіст України.

## Біографічні відомості
Анатолій Васянович народився 2 січня 1942 р. на станції Полєтаєво Чебаркульського району Челябінської області під час Другої світової війни, коли його мати їхала в евакуацію. Батько — Васянович Семен Іванович працював журналістом у друкованих виданнях України. Був талановитим і різнобічно орієнтованим професіоналом: окрім основної діяльності, чудово писав поезію та активно друкувався. Мати також працювала в редакції, у сім'ї було 3-є дітей.
Після закінчення середньої школи в Черкасах, Анатолій вступив у 1960 році на акторський факультет Київського театрального інституту ім. Карпенка-Карого (навчався на курсі — художнього керівника Фоміна, де однокурсниками Васяновича були чудові актори — Степан Олексенко, Ігор Стариков та інші). Після закінчення був розподілений у трупу Національного академічного театру України ім. І.Франка. Наприкінці 60-х років працював актором у театрі Радянської армії, що обслуговував контингент радянських військ, розміщених у країнах східної Європи, а на початку 70-х почав також брати участь — спочатку як актор, а згодом як головний ведучий багаторічного телециклу — телекурсів російської мови «Давайте познайомимось» (російська як іноземна). У середині 70-х почав отримувати запрошення для участі у пробних записах телепрограм на УТ-1, куди, починаючи з 1976 року, прийшов працювати до штату дикторської групи НТКУ. 
У 1970-1980-х роках Анатолій Васянович озвучив величезну кількість документальних, навчальних та службових фільмів випущених на Київнаукфільмі та інших студіях СРСР.
Був Диктором інформаційної програми "Вісті" та ведучим програм: «День за днем», «Новини», «Актуальна камера», «Пісня скликає друзів», «Знайомство зблизька», «Мультфільм на замовлення», «Щедрість» і т. д. Також був ведучим телевізійних концертів, голосом багатьох телепередач.
У 90-х, після розформування інституту дикторства, доволі успішно перейшов до об'єднання «Наука» (НТКУ), де до 2008 року, створював разом із колегами низку циклових науково-пізнавальних проєктів — «Свічадо», «Грані пізнання», «Банк ідей», які самостійно знімав, монтував та був їх ведучим.
У 2008 році, Анатолій Васянович звільняється з Національної Телекомпанії України, де пропрацював 32 роки. І переходить працювати до Трк «Київ», де, як автор і ведучий створює великий цикл коротких телероликів-замальовок «Говоримо правильно», «Так буде українською», «Запам'ятай». Ці невеличкі замальовки вважав своєю особистою, абсолютно необхідною справою на тлі засилля суржику і крайнього падіння мовної розмовної культури та норм української мови.
Практично все своє творче життя, Анатолій Васянович від початку 70-х років і до від'їзду з Києва у квітні 2022 року, займався педагогікою — викладанням української мови та мовлення, як такого (сценмови й усім спектром знань культури мовлення). Сьогодні значна кількість його учнів працює на провідних українських телеканалах.
Викладав Спецкурс для дикторів/телеведучих в Укртелерадіопресінституті і Телеакадемії на Першому Національному.
1975 року — член Спілки театральних діячів Також був членом НСЖУ
Помер у клініці міста Вісбаден 1 листопада 2023 року.

## Родина
Батько — Васянович Семен Іванович, мати Васянович (Родде) Антоніна Миколаївна.
Перша дружина — Тесля В. Г., дочка від першого шлюбу: Васянович Катерина Анатоліївна, онуки — Руслан і Микита.
Друга дружина — Богатир З. А., дочка від другого шлюбу — Васянович Валерія Анатоліївна, онук — Давид.